# Мессина, Джо Ди
Джо Ди Мари́ Месси́на (англ. Jo Dee Marie Messina); 25 августа 1970, Холлистон, Массачусетс, США) — американская кантри-певица, автор песен, гитаристка, пианистка и актриса.

## Ранняя жизнь
Джо Ди Мари Мессина родилась 25 августа 1970 года в Фремингеме, штат Массачусетс, в семье Винсента и Мэри Мессина. Её отец имеет итальянские корни, а мать — ирландские. Она выросла в Холлистоне, штат Массачусетс, с сёстрами Терезой и Марианн и братом Винсентом. В раннем возрасте Мессина прониклась любовь. к музыке расцвела. На неё оказали влияние различные кантри-музыканты, в том числе Пэтси Клайн, Риба МакИнтайр и The Judds. К 16-ти годам она играла в местных клубах, пела, а её брат и сестра играли на барабанах и гитаре. Группа продолжала выступать до тех пор, пока Джо Ди не окончила среднюю школу.
Понимая, что жизнь на северо-востоке ограничит её шансы на достижение звёздной карьеры, Мессина переехала в Нашвилл, штат Теннесси, в возрасте 19-ти лет. Она зарабатывала на жизнь на различных работах, включая компьютерное программирование и бухгалтерский учёт, а также проводила конкурсы талантов в Нэшвилле.

## Карьера
Девять её синглов стали синглами номер один в чартах кантри-музыки Billboard. Она была удостоена Премии Ассоциации кантри-музыки, Академии кантри-музыки и была номинирована на две премии «Грэмми». Она была первой кантри-певицей страны, которая записала три песни для одного альбома, которые стали хитами номер один. На сегодняшний день у неё есть два платиновых и три золотых сертифицированных RIAA альбома.
Мессина дебютировала в 1996 году с «Heads Carolina, Tails California». Её альбом был сертифицирован золотым RIAA. С момента своего дебюта шесть её синглов достигли первого места в чарте синглов в Billboard Country, а пять её альбомов получили сертификацию RIAA и CRIA. Она продала более 5 миллионов записей по всему миру.

## Личная жизнь
С 21 октября 2007 года Джо Ди замужем за бизнесменом Крисом Деффенбо. У супругов есть два сына — Ноа Роджер Деффенбо (род. 19.01.2009) и Джона Кристофер Деффенбо (род. 11.01.2012).
6 сентября 2017 года было сообщено, что Джо Ди недавно был диагностирован рак. Все ещё выступления в 2017 году после 7 октября отложены поскольку она будет проходить лечение осенью.